# غاريث ديوك
غاريث ديوك (بالإنجليزية: Gareth Duke)‏ هو سباح بريطاني، ولد في 18 يونيو 1986 في كومبرن ‏ في المملكة المتحدة.